# Cerro Tebenquicho
Cerro Tebenquicho är ett berg i Argentina.   Det ligger i provinsen Catamarca, i den norra delen av landet, 1 400 km nordväst om huvudstaden Buenos Aires. Toppen på Cerro Tebenquicho är 4 605 meter över havet.
Terrängen runt Cerro Tebenquicho är kuperad åt nordväst, men åt sydost är den bergig. Terrängen runt Cerro Tebenquicho sluttar västerut. Trakten runt Cerro Tebenquicho är nära nog obefolkad, med mindre än två invånare per kvadratkilometer.. Det finns inga samhällen i närheten.
Trakten runt Cerro Tebenquicho är ofruktbar med lite eller ingen växtlighet.